# Refuge du Pavé
Le refuge du Pavé est un refuge situé dans le massif des Écrins, en France, à 2 841 m d'altitude, au pied du Pavé et du pic Gaspard, et au bord du lac du Pavé.

## Accès
L'accès se fait en, environ, quatre heures et 1 150 m de dénivelée, depuis le Pied du Col, sur la commune de Villar-d'Arêne. Ce refuge est considéré comme situé à mi-chemin entre l'arrivée de randonnées « sans difficultés particulières » et le début de la haute montagne, avec les aléas climatiques que cela engendre. Il est entouré de trois parois que sont le pic Gaspard, le Pavé et plus loin la Meije.

## Histoire

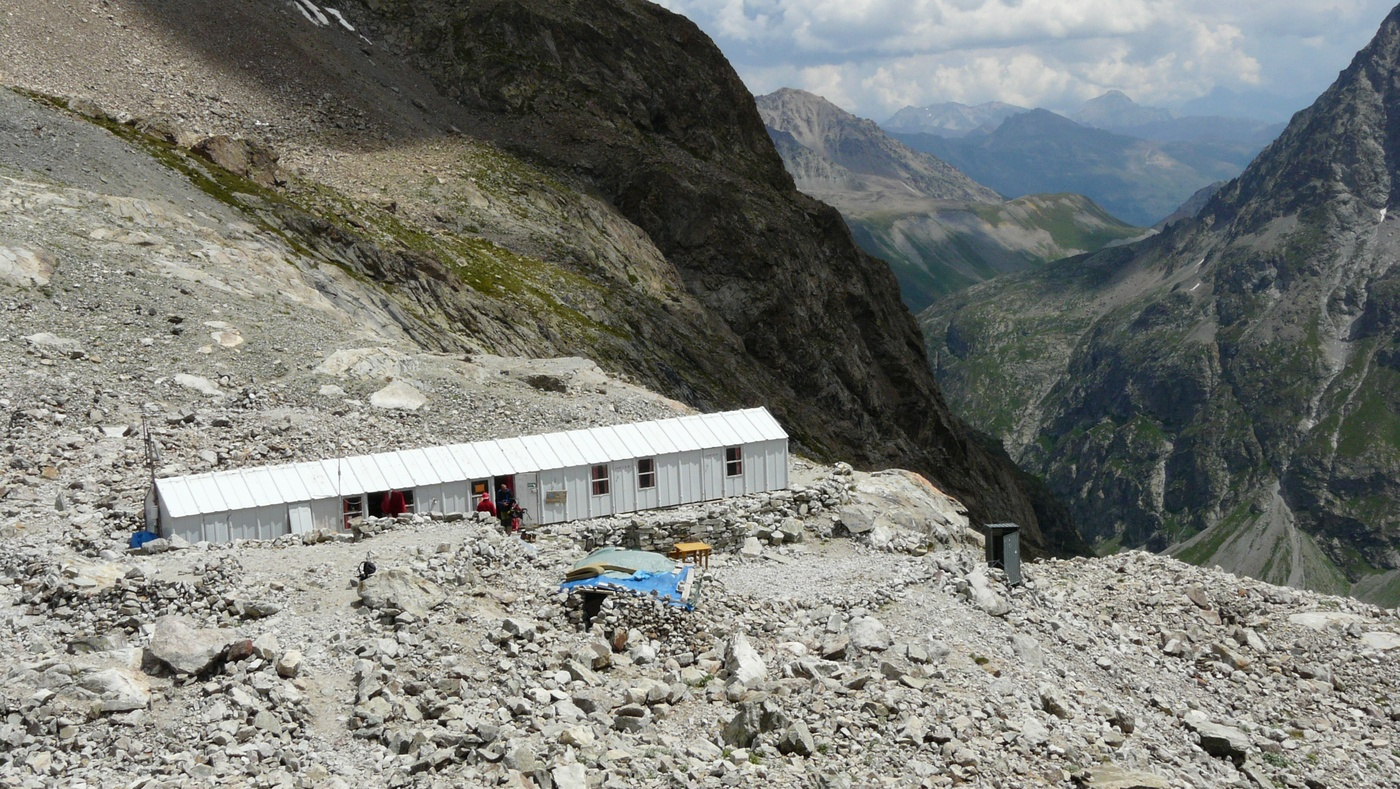
L'ancien refuge du Pavé.

L'ancien refuge ayant été détruit par une avalanche, un nouveau a été construit en 1970, aussitôt détruit, dès le premier hiver suivant, lui aussi par une avalanche. Solution au départ temporaire, c'est la baraque des ouvriers du chantier de l'époque qui est alors aménagée comme refuge rustique, offrant un confort spartiate entre les tôles : ni eau courante, ni chauffage, ni réseau téléphonique, électricité rare. Relativement petit, il compte 26 couchages dans un seul dortoir.
Après des décennies de « rafistolage » pour essayer de maintenir le lieu en état, la construction d'un nouveau refuge de 195 m2, un peu plus haut que le précédent, débute en 2022, pour une ouverture prévue deux ans après. Le risque d'avalanches conditionne le choix du nouvel emplacement, « le refuge sera en partie enterré » précise la FFCAM. Le nouveau refuge est opérationnel en juin 2024, toutefois son inauguration officielle a lieu le 27 août. Il passe de 26 à 30 places.